# Sébastien Dewaest
 (août 2025).
Sébastien Dewaest, né le 27 mai 1991 à Poperinge en Belgique, est un footballeur belge qui joue au poste de défenseur central aux Francs Borains.

## Biographie

### En club

#### Jeunesse et débuts
Né à Poperinge, d'une mère belge néerlandophone et d'un père français, Sébastien Dewaest est formé au centre de Lille OSC. En janvier 2011, il rejoint le KSV Roulers, club de deuxième division belge. Il y devient un titulaire indiscutable durant deux saisons[réf. nécessaire]. Son style de jeu est très physique et également très propre[réf. nécessaire]. Il est doté d'un excellent jeu de tête et, chose rare pour un défenseur, commet très peu de fautes et tacle beaucoup[réf. nécessaire].

#### Sporting de Charleroi
En avril 2013, il rejoint le Sporting Charleroi, club de Pro League.
Rapidement, il devient un pion indéboulonnable dans l'arrière-garde carolo et attire par la même occasion le regard de grands clubs belges et de clubs étrangers.
Il inscrit son premier but en Division 1 le 21 septembre 2013, lors d'un match contre le Cercle de Bruges (victoire, 2-0). La première saison de Sébastien Dewaest à Charleroi se conclut positivement, le club assurant son maintien et achevant la saison à la 10e place sur 16 au classement général.
Lors de la saison suivante, le Sporting termine la phase classique du championnat à la sixième place du classement général et accède, pour la première fois de son histoire, à la phase des « play-offs I » au cours de laquelle il affronte les autres formations du top 6 pour l'obtention d'un ticket européen. Le club achève cette mini-compétition à la cinquième place, synonyme de barrages à disputer face au vainqueur des play-offs II, le KV Malines. Au terme d'une double confrontation, le Sporting valide finalement sa participation à la Ligue Europa[réf. nécessaire].
Sébastien Dewaest dispute sa première rencontre européenne sous la vareuse zébrée le 16 juillet 2015, face au club israélien du Beitar Jérusalem (victoire, 5-1), dans le cadre du deuxième tour préliminaire de la Ligue Europa[réf. nécessaire]. Il dispute également le match retour (victoire, 1-4), le 23 juillet 2015[réf. nécessaire]. Dans le cadre du troisième tour préliminaire de la Ligue Europa, le Sporting affronte le club ukrainien de Zorya Louhansk[réf. nécessaire]. Il ne parvient toutefois pas à l'emporter face à cet adversaire et s'incline à deux reprises (défaites, 0-2 et 3-0)[réf. nécessaire]. Dewaest est titulaire lors de ces deux rencontres[réf. nécessaire].

#### KRC Genk
Le 10 août 2015, Dewaest signe un contrat portant sur une durée de cinq ans avec le KRC Genk, un autre club de l'élite[réf. nécessaire]. Il inscrit son premier but sous ses nouvelles couleurs, le 28 août 2015, face à ses anciennes couleurs (victoire, 2-0)[réf. nécessaire].
Le 20 juillet 2019, lors de la Supercoupe de Belgique opposant son équipe au KV Malines, il inscrit un doublé, permettant ainsi à Genk de s’adjuger le trophée (victoire, 3-0).
Devenu un titulaire indiscutable depuis la saison 2018-2019 et nommé capitaine de l'équipe lors de la saison 2019-2020, Sébastien Dewaest est écarté du noyau A lors du début de la saison 2020-2021, principalement à cause de ses envies de départ[réf. nécessaire]. À partir du 11 septembre 2020, il s'entraîne avec l'équipe réserve du Jong Genk[réf. nécessaire].

#### Toulouse FC
Le 7 janvier 2021, Dewaest est prêté avec option d'achat au Toulouse FC pour finir la saison en Ligue 2. Il joue 17 matches dont 14 en  championnat et le club ratera de peu la montée en Ligue 1. Toutefois, les dirigeants ne lèvent pas l'option d'achat et Sébastien Dewaest retourne à Genk[réf. nécessaire].

#### OH Louvain
Le 21 juillet 2021, Sébastien Dewaest est prêté pour une saison à l'Oud-Heverlee Louvain[réf. nécessaire].

## Statistiques

### En club
| Saison                | Club                  | Championnat           | Championnat | Championnat | Championnat | Coupe(s) nationale(s) | Coupe(s) nationale(s) | Coupe(s) nationale(s) | Supercoupe | Supercoupe | Supercoupe | Compétition(s) continentale(s) | Compétition(s) continentale(s) | Compétition(s) continentale(s) | Compétition(s) continentale(s) | Autres compétitions | Autres compétitions | Autres compétitions | Autres compétitions | Total | Total | Total |
| Saison                | Club                  | Division              | M.          | B.          | P.d.        | M.                    | B.                    | P.d.                  | M.         | B.         | P.d.       | Comp.                          | M.                             | B.                             | P.d.                           | Comp.               | M.                  | B.                  | P.d.                | M.    | B.    | P.d.  |
| 2010-2011             | KSV Roulers           | Division 2            | 5           | 0           | 0           | -                     | -                     | -                     | -          | -          | -          | -                              | -                              | -                              | -                              | -                   | -                   | -                   | -                   | 5     | 0     | 0     |
| 2011-2012             | KSV Roulers           | Division 2            | 23          | 0           | 1           | 1                     | 0                     | 0                     | -          | -          | -          | -                              | -                              | -                              | -                              | -                   | -                   | -                   | -                   | 24    | 0     | 1     |
| 2012-2013             | KSV Roulers           | Division 2            | 31          | 4           | 0           | 1                     | 0                     | 0                     | -          | -          | -          | -                              | -                              | -                              | -                              | -                   | -                   | -                   | -                   | 32    | 4     | 0     |
| Sous-total            | Sous-total            | Sous-total            | 59          | 4           | 1           | 2                     | 0                     | 0                     | -          | -          | -          | -                              | -                              | -                              | -                              | -                   | -                   | -                   | -                   | 61    | 4     | 1     |
| 2013-2014             | Charleroi SC          | Division 1            | 25          | 2           | 0           | 1                     | 0                     | 0                     | -          | -          | -          | -                              | -                              | -                              | -                              | PO2                 | 6                   | 3                   | 0                   | 32    | 5     | 0     |
| 2014-2015             | Charleroi SC          | Division 1            | 29          | 3           | 2           | 4                     | 0                     | 0                     | -          | -          | -          | -                              | -                              | -                              | -                              | PO1+BE              | 9+2                 | 0+0                 | 0+0                 | 44    | 3     | 2     |
| 2015-2016             | Charleroi SC          | Division 1            | 3           | 0           | 0           | -                     | -                     | -                     | -          | -          | -          | C3                             | 4                              | 0                              | 0                              | PO2+BE              | -                   | -                   | -                   | 7     | 0     | 0     |
| Sous-total            | Sous-total            | Sous-total            | 57          | 5           | 2           | 5                     | 0                     | 0                     | -          | -          | -          | -                              | 4                              | 0                              | 0                              | -                   | 17                  | 3                   | 0                   | 83    | 8     | 2     |
| 2015-2016             | KRC Genk              | Division 1            | 27          | 2           | 0           | 4                     | 1                     | 0                     | -          | -          | -          | -                              | -                              | -                              | -                              | PO1+BE              | 10+1                | 0+0                 | 0+0                 | 42    | 3     | 0     |
| 2016-2017             | KRC Genk              | Division 1A           | 15          | 0           | 0           | 5                     | 0                     | 1                     | -          | -          | -          | C3                             | 9                              | 1                              | 0                              | PO2                 | 6                   | 0                   | 0                   | 35    | 1     | 1     |
| 2017-2018             | KRC Genk              | Division 1A           | 4           | 0           | 0           | 1                     | 0                     | 0                     | -          | -          | -          | -                              | -                              | -                              | -                              | PO1                 | 2                   | 0                   | 0                   | 7     | 0     | 0     |
| 2018-2019             | KRC Genk              | Division 1A           | 24          | 3           | 0           | 3                     | 1                     | 0                     | -          | -          | -          | C3                             | 13                             | 2                              | 0                              | PO1                 | 10                  | 1                   | 0                   | 50    | 7     | 0     |
| 2019-2020             | KRC Genk              | Division 1A           | 24          | 3           | 1           | 2                     | 0                     | 1                     | 1          | 2          | 0          | C1                             | 4                              | 0                              | 0                              | -                   | -                   | -                   | -                   | 31    | 5     | 2     |
| Sous-total            | Sous-total            | Sous-total            | 94          | 8           | 1           | 15                    | 2                     | 2                     | 1          | 2          | 0          | -                              | 26                             | 3                              | 0                              | -                   | 29                  | 1                   | 0                   | 165   | 16    | 3     |
| 2020-2021             | Toulouse FC (prêt)    | Ligue 2               | 13          | 0           | 0           | 1                     | 0                     | 0                     | -          | -          | -          | -                              | -                              | -                              | -                              | PO                  | 3                   | 0                   | 0                   | 17    | 0     | 0     |
| 2021-2022             | OH Louvain (prêt)     | Division 1A           | 28          | 0           | 0           | 3                     | 0                     | 0                     | -          | -          | -          | -                              | -                              | -                              | -                              | -                   | -                   | -                   | -                   | 31    | 0     | 0     |
| 2022-2023             | Jong Genk             | Division 1B           | 2           | 0           | 0           | -                     | -                     | -                     | -          | -          | -          | -                              | -                              | -                              | -                              | -                   | -                   | -                   | -                   | 2     | 0     | 0     |
| 2022-2023             | AEL Limassol          | Cyta Championship     | 5           | 0           | 0           | 5                     | 1                     | 0                     | -          | -          | -          | -                              | -                              | -                              | -                              | PO                  | 7                   | 1                   | 0                   | 17    | 2     | 0     |
| 2023-2024             | AEL Limassol          | Cyta Championship     | 14          | 0           | 0           | 0                     | 0                     | 0                     | -          | -          | -          | -                              | -                              | -                              | -                              | PO                  | 0                   | 0                   | 0                   | 14    | 0     | 0     |
| Sous-total            | Sous-total            | Sous-total            | 19          | 0           | 0           | 5                     | 1                     | 0                     | -          | -          | -          | -                              | -                              | -                              | -                              | -                   | 7                   | 1                   | 0                   | 31    | 2     | 0     |
| 2024-2025             | Francs Borains        | Division 1B           | 13          | 0           | 0           | 1                     | 0                     | 0                     | -          | -          | -          | -                              | -                              | -                              | -                              | -                   | -                   | -                   | -                   | 14    | 0     | 0     |
| 2025-2026             | Francs Borains        | Division 1B           | 2           | 0           | 1           | -                     | -                     | -                     | -          | -          | -          | -                              | -                              | -                              | -                              | -                   | -                   | -                   | -                   | 2     | 0     | 1     |
| Sous-total            | Sous-total            | Sous-total            | 15          | 0           | 1           | 1                     | 0                     | 0                     | -          | -          | -          | -                              | -                              | -                              | -                              | -                   | -                   | -                   | -                   | 16    | 0     | 1     |
| Total sur la carrière | Total sur la carrière | Total sur la carrière | 287         | 17          | 5           | 32                    | 3                     | 2                     | 1          | 2          | 0          | -                              | 30                             | 3                              | 0                              | -                   | 56                  | 5                   | 0                   | 406   | 30    | 7     |

## Palmarès

### En club
|  |  | KRC Genk - Championnat de Belgique (1) : - Champion : 2019. - Supercoupe de Belgique (1) : - Vainqueur : 2019. |

### Distinctions personnelles
- Zèbre d'or 2014 : meilleur joueur de la saison selon les supporters due Charleroi SC[réf. nécessaire].